# Tabea Scheel
Tabea Eleonore Scheel (* 8. November 1975 in Berlin) ist eine deutsche Psychologin.

## Leben
Sie studierte Psychologie an der Humboldt-Universität zu Berlin (2004 Diplom) und 2012 promovierte mit einem Stipendium des Evangelischen Studienwerkes Villigst an der Universität Leipzig. Seit 2020 ist sie Professorin für Arbeits- und Organisationspsychologie am Internationalen Institut für Management und ökonomische Bildung (IIM) an der Universität Flensburg.

## Schriften (Auswahl)
- Psychological contracts in temporary and volunteer employment. Human resource management and value-oriented contents. Leipzig 2012, OCLC 819523417.
- mit Christine Gockel: Humor at work in teams, leadership, negotiations, learning and health. Cham 2017, ISBN 978-3-319-65689-2.